# Olle Lindén
Olle Lindén (* 7. August 1921) ist ein ehemaliger schwedischer Mittelstreckenläufer, der sich auf die 800-Meter-Distanz spezialisiert hatte.
Bei den Leichtathletik-Europameisterschaften 1950 wurde er Siebter.
Seine persönliche Bestzeit von 1:50,1 min stellte er am 5. August 1947 in Stockholm auf.